# ميخائيل تورنر (رسام)
ميخائيل تورنر (بالإنجليزية: Michael Turner)‏ هو رسام توضيحي ورسام بريطاني، ولد في 1934 في هارو ‏ في المملكة المتحدة.

## وصلات خارجية
- الموقع الرسمي